# Jardín Botánico de Pisa

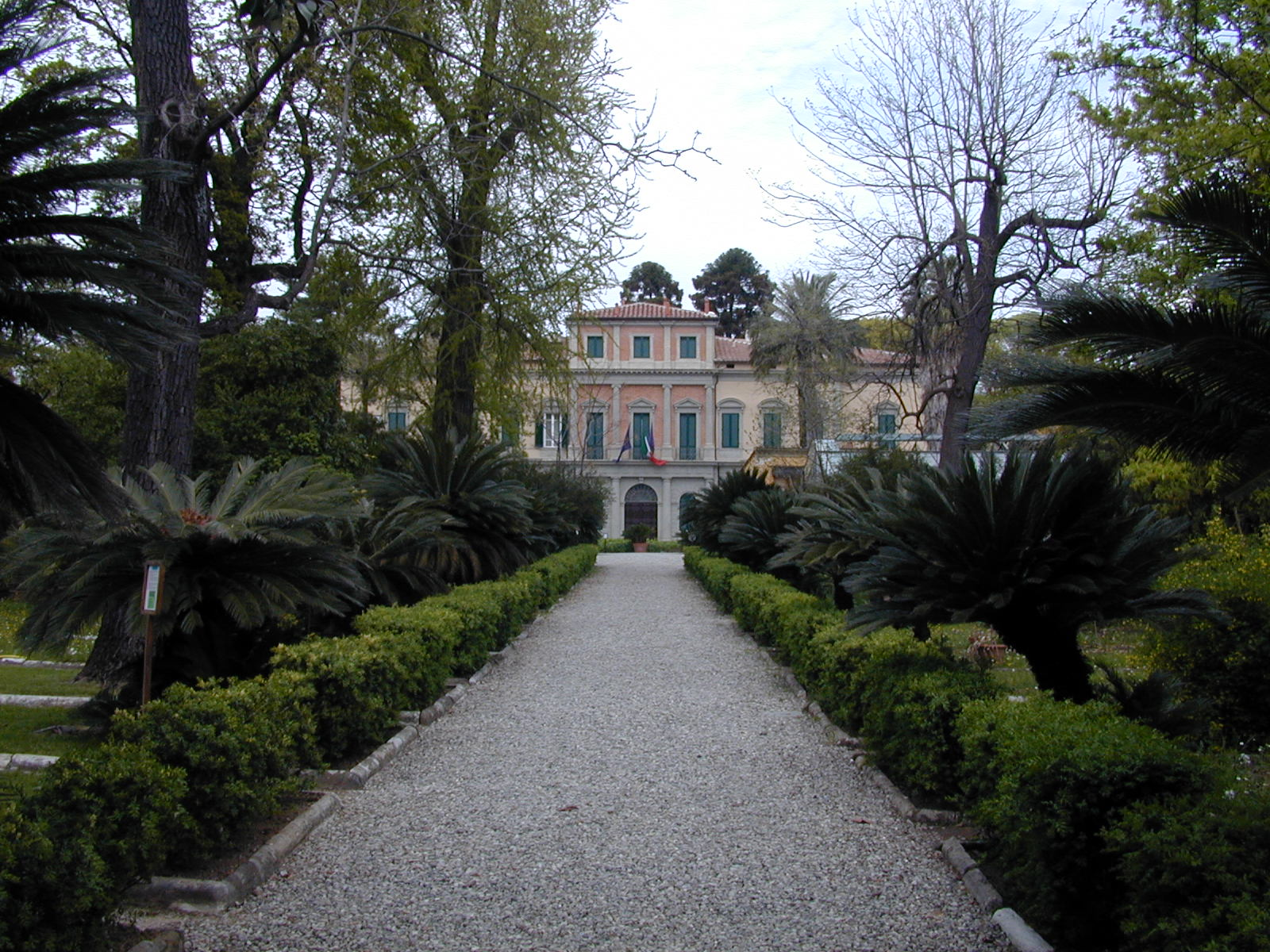
Paseo del Jardín Botánico de Pisa

El Jardín Botánico de Pisa en italiano: Orto botanico di Pisa  es un jardín botánico, de estructura didáctico-científica del departamento de botánica de la Universidad de Pisa.

## Historia
El jardín botánico de la Universidad de Pisa se creó en 1544 gracias a la iniciativa de Luca Ghini, médico y botánico de Imola, con el apoyo financiero del gran duque de Toscana, Cosme I de Médici.
Es el más antiguo jardín botánico del mundo, aunque su localización original era diferente del sitio actual: el jardín primitivo se encontraba en efecto cerca del arsenal Médici, y se llamaba precisamente Jardín del Arsenal. En 1563, bajo la dirección del botánico Andrea Cesalpino, se transfirió a un segundo lugar, en el sector noreste de la ciudad. 

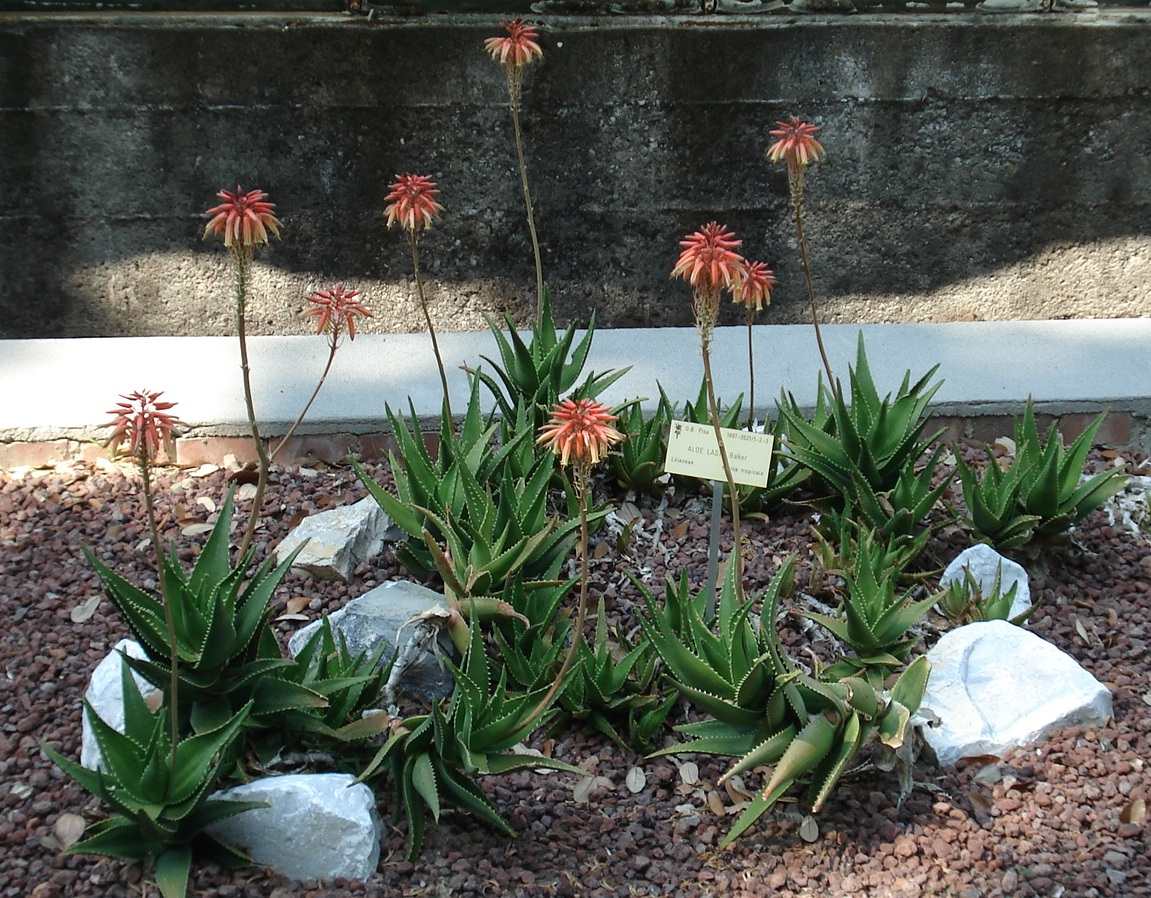
Aloe lastii en el Jardín Botánico de Pisa.

Este lugar no se reveló satisfactorio, tanto a causa de su mala exposición como por su alejamiento de la universidad es así que en 1591, el jardín se transfirió, bajo la dirección de Lorenzo Mazzanga, a su lugar actual cerca del famosa plaza de los milagros. Los trabajos, dirigidos por el Flamenco José Goedenhuitze, conocido en Italia bajo el nombre de Giuseppe Casabona fue acabado en 1595, e incluirán también la reestructuración del edificio que albergaba al Instituto de botánica con su Anexo del Museo de las Ciencias naturales. La entrada principal del jardín se abrió en la segunda mitad del siglo XVIII. 
La disposición de las plantas en el interior del jardín, tal como está representada a nivel publicado por Michelagelo Tilli en 1723, se inspiraba en los cánones estilísticos comunes a muchos jardines del tiempo, con la alusión a los cuatro elementos: el cuadrado para la tierra, el círculo para el cielo, el triángulo para el fuego y las cuencas en referencia directa al agua. Las propias especies en efecto estaban dispuestas en ocho grandes arriates cuadrados, subdivididos en más pequeñas secciones de forma geométrica definida, dispuestos simétricamente en torno a ocho fuentes con pilas.
En el siglo XIX, el jardín sufrió importantes cambios: la disposición de los grandes arriates, que databan del siglo XVI, se transformó para dejar en su lugar arriates más pequeños, de forma rectangular, entrecruzados de avenidas y tapias, al centro de las cuales se encontraban seis fuentes supervivientes de las cuencas originales. Estas transformaciones, realizadas en varias etapas por los prefectos Gaetano Savi y Teodoro Caruel, reflejan las nuevas exigencias de la botánica que imponen clasificar y presentar las plantas según criterios científicos que ponen de relieve las afinidades biológicas. Al final de los trabajos, se contaban con 148 arriates conteniendo más de 2.000 especies dispuestas en un orden sistemático.
El plan global actual se alcanza hacia el final del siglo XIX, después de una última serie de modificaciones y ampliaciones que elevan en aproximadamente 3 hectáreas la superficie cubierta por el jardín.

## Colecciones
por completar

### Arboretum

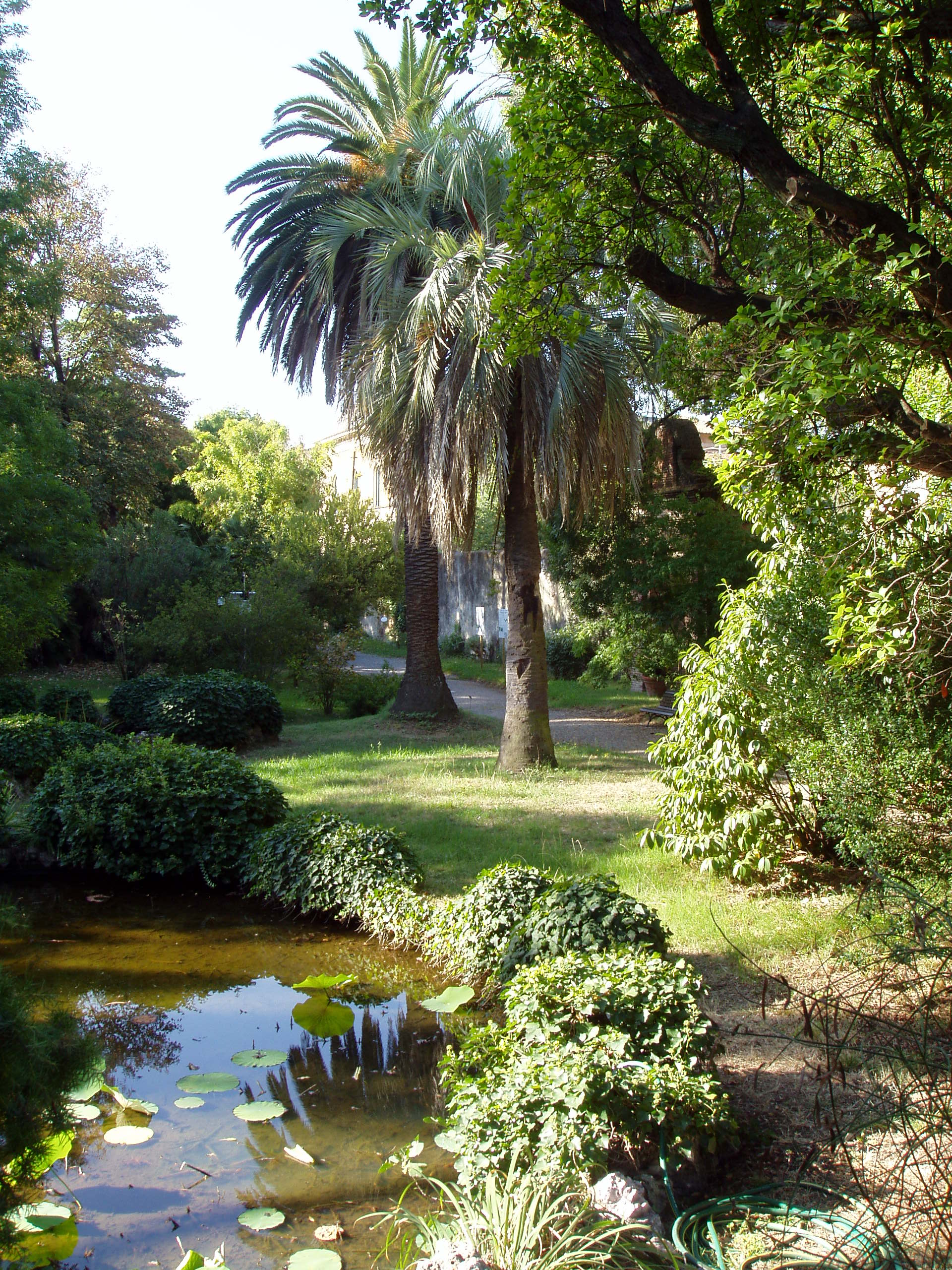
Vista general.

En este sector, que refleja aún hoy día el esquema de implantación definido en el siglo XIX por los prefectos Gaetano Savi y Teodoro Caruel, se encuentra árboles que pertenecen a los grupos de las coníferas y de las amentiferas (acacia). Los dos ejemplares más antiguos del jardín son el de Magnolia grandiflora y el Ginkgo biloba, plantados en 1787 por el prefecto Giorgio Santi. Se encuentran realmente fuera de este sector, en el jardín nombrado "jardín del cedro".

### Colección sistemática
Incluye alrededor de 45 arriates en los cuales están representados 550 especies pertenecientes a 39 familias, dispuestas según criterios didáctico sistemáticos.

### Flora oficinal
Este sector, llamado « jardín del mirto » (Orto del Mirto) a causa de la presencia de un antiguo ejemplar de Myrtus communis, acoge alrededor de 140 especies de plantas oficinales, algunas de las cuales aún se encuentran incluidas en la farmacopea oficial como el ricino (Ricinus communis), la digital (Digitalis purpurea).

### Plantas acuáticas
Se trata de una colección de especies esencialmente autóctonas: algunas de entre ellas como la calta de los pantanos (Caltha palustris) están casi extintas en la naturaleza, mientras que otros, como el hibiscus palustre (Hibiscus palustris) y el nenúfar amarillo (Nuphar lutea) están fuertemente amenazadas por la contaminación de las aguas y el saneamiento de las zonas húmedas.

### Geófitas mediterráneas
Es una colección que incluye especies herbáceas de la cuenca del Mar Mediterráneo que pertenecen sobre todo a las clases Allium, Ornithogalum y Muscari.

### Suculentas
Es una colección albergada en un gran invernadero que incluye Cactaceae, Euphorbiaceae, Crassulaceae así como de los ejemplares de las clases Aloe y Agave , que se encuentran expuestas sobre la base de criterios sistemáticos y geográficos.